# Erlach
Erlach (en francés Cerlier) es una comuna y ciudad histórica suiza del cantón de Berna, situada en el distrito administrativo del Seeland. 

## Geografía
Erlach se encuentra a orillas del lago de Biel/Bienne, en la región del Seeland. La comuna limita al norte con Twann-Tüscherz y La Neuveville, al este con Vinelz, al sur con Ins, y al oeste con Tschugg y Gals.
Fue capital del distrito de Erlach hasta su desaparición el 31 de diciembre de 2009.

## Turismo
A partir del centro urbano se puede llegar a la isla de San Pedro a pie, utilizando las rutas de bici o en barco desde el puerto sobre el lago de Biele. También se puede observar una bella panorámica del lago desde la colina de Jolimont. La comuna cuenta con un castillo bien conservado.

## Personalidades
- El consejero federal Karl Scheurer, jefe del departamento militar de 1920 a 1929.
- El apellido de una de las familias más emblemáticas de la artistocracia bernesa, Von Erlach es originario de esta región.
- El apellido de dj Vintage (Martin Erlach)http://www.facebook.com/djvintageoficial

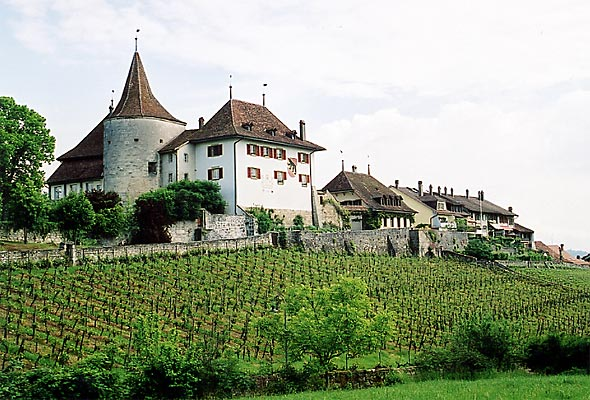
Vista de la ciudad vieja y el castillo de Erlach.